# Nandra, Mureș
Nandra este un sat în comuna Bichiș din județul Mureș, Transilvania, România.

## Populație
Conform Recensământului din anul 2022 populația localității era de 130 locuitori. 

## Vezi și
- Biserica de lemn din Nandra

## Imagini

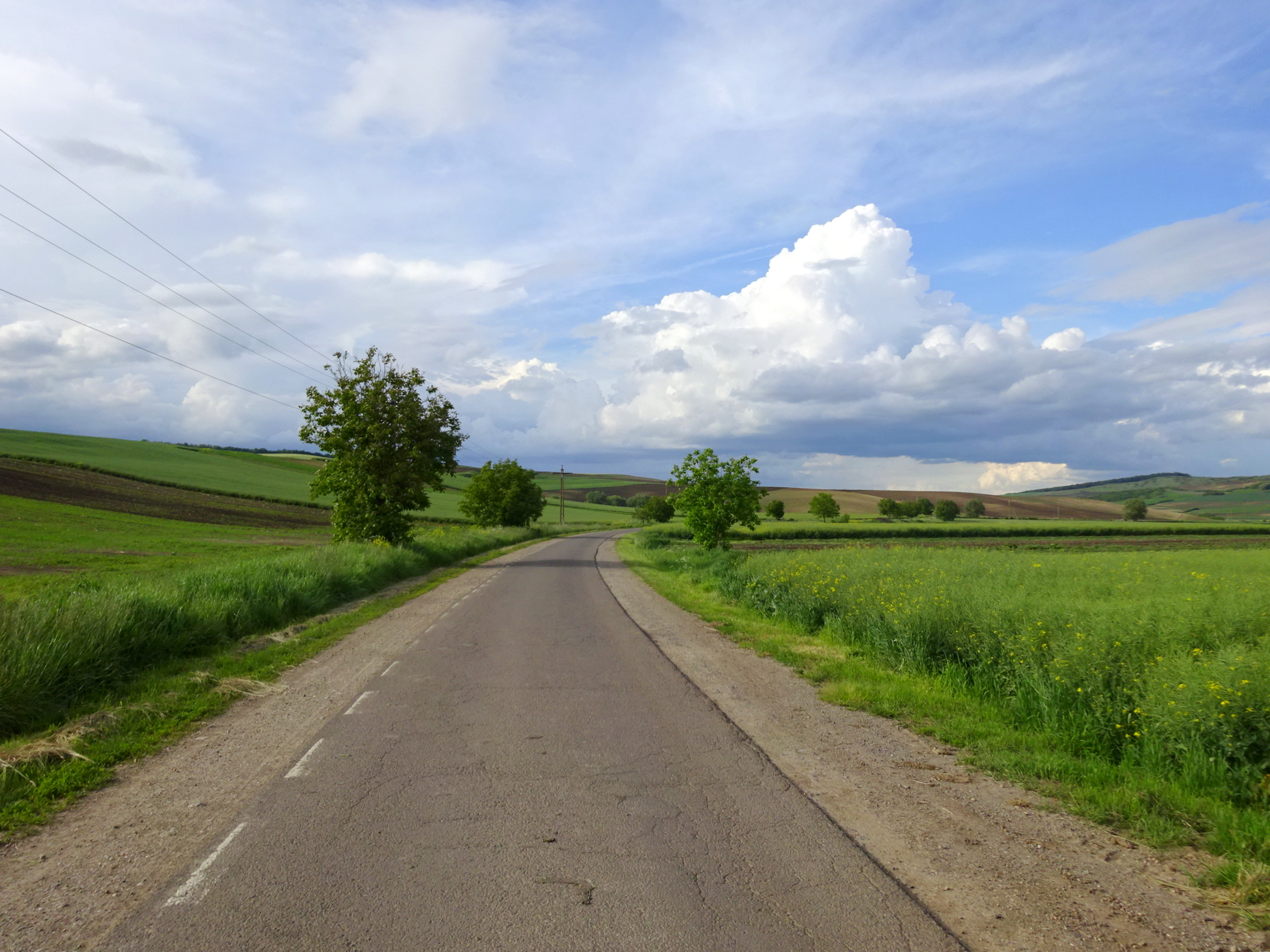
Drumul spre satul Nandra
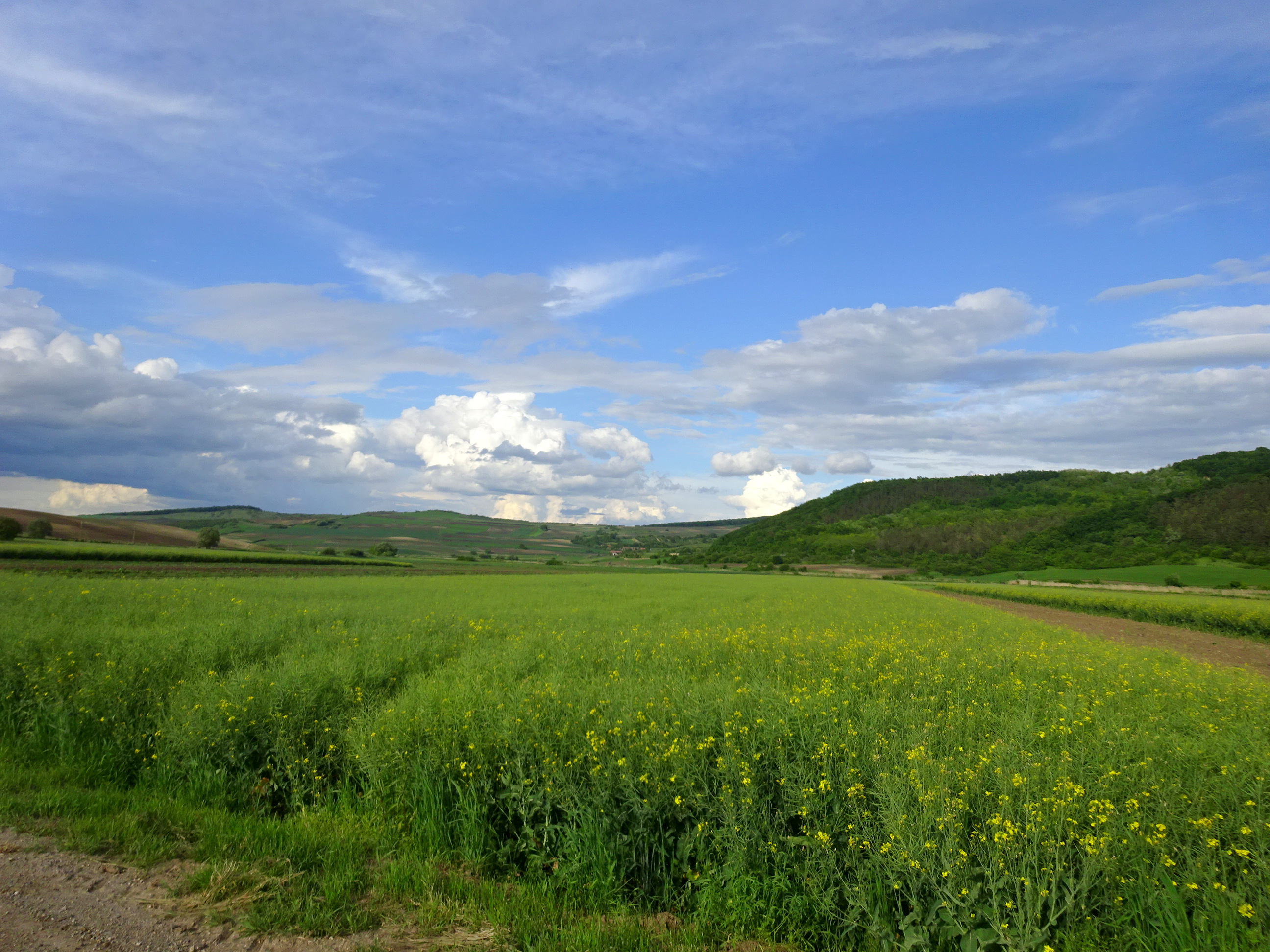
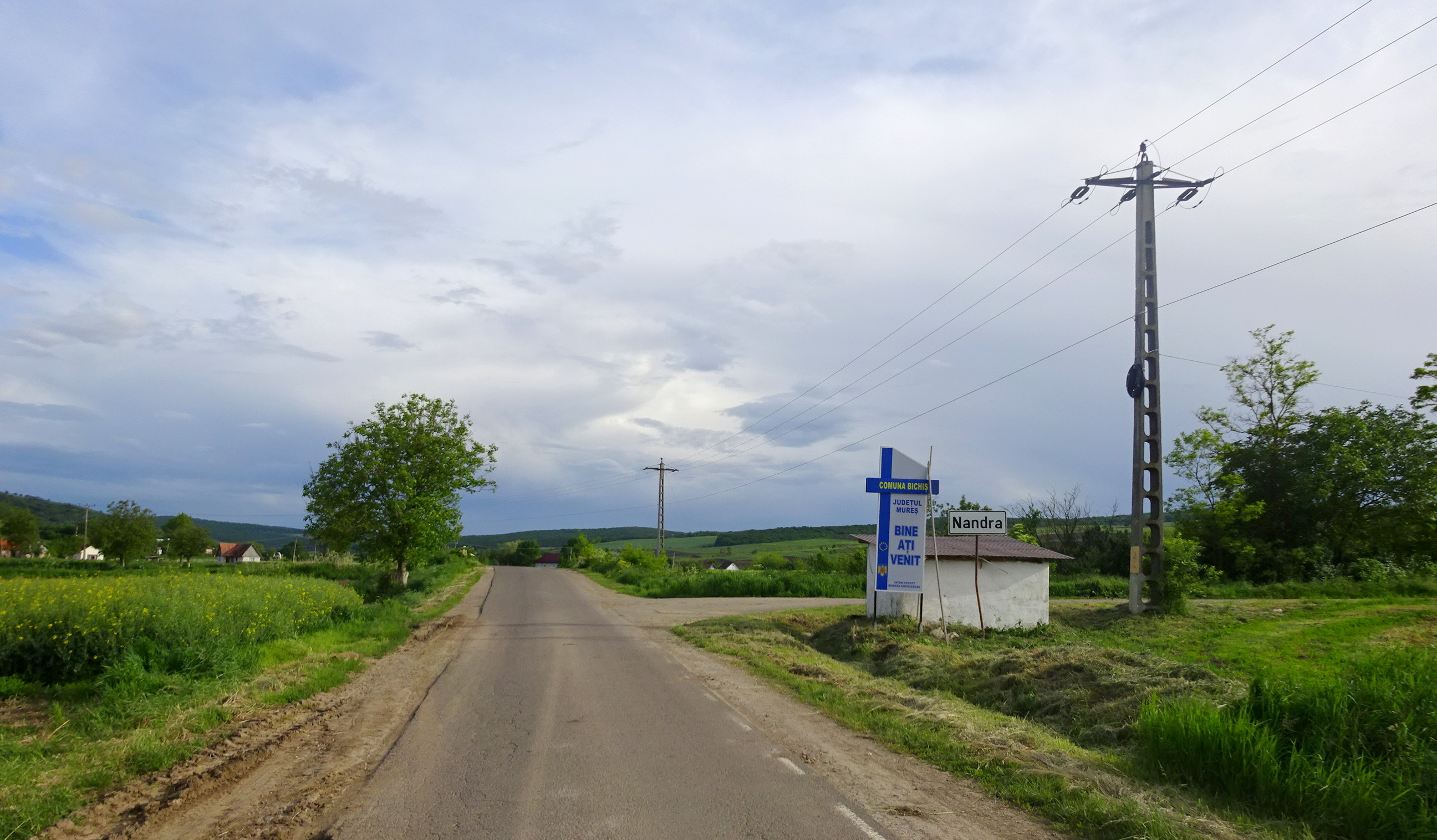
Intrarea în localitate
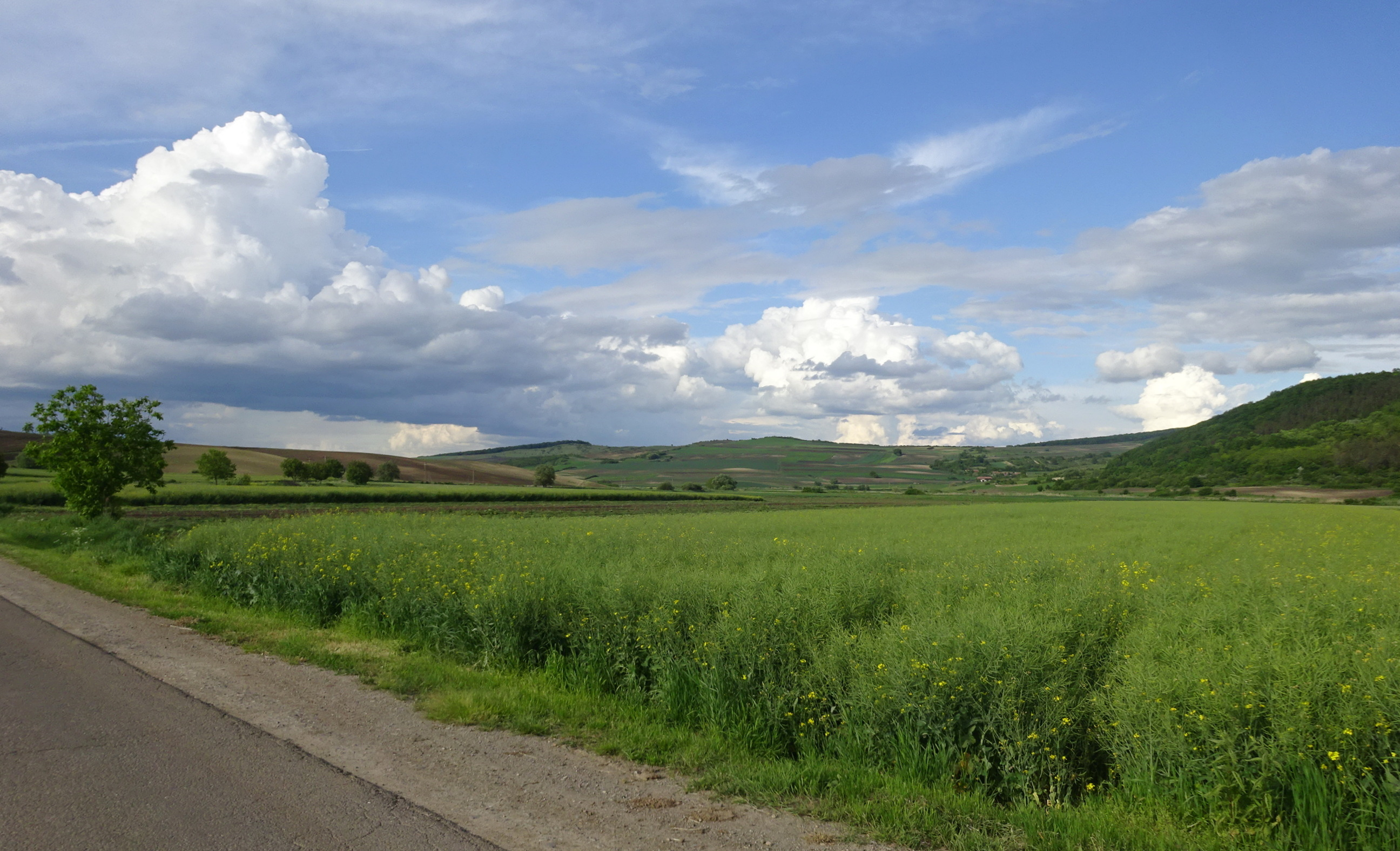
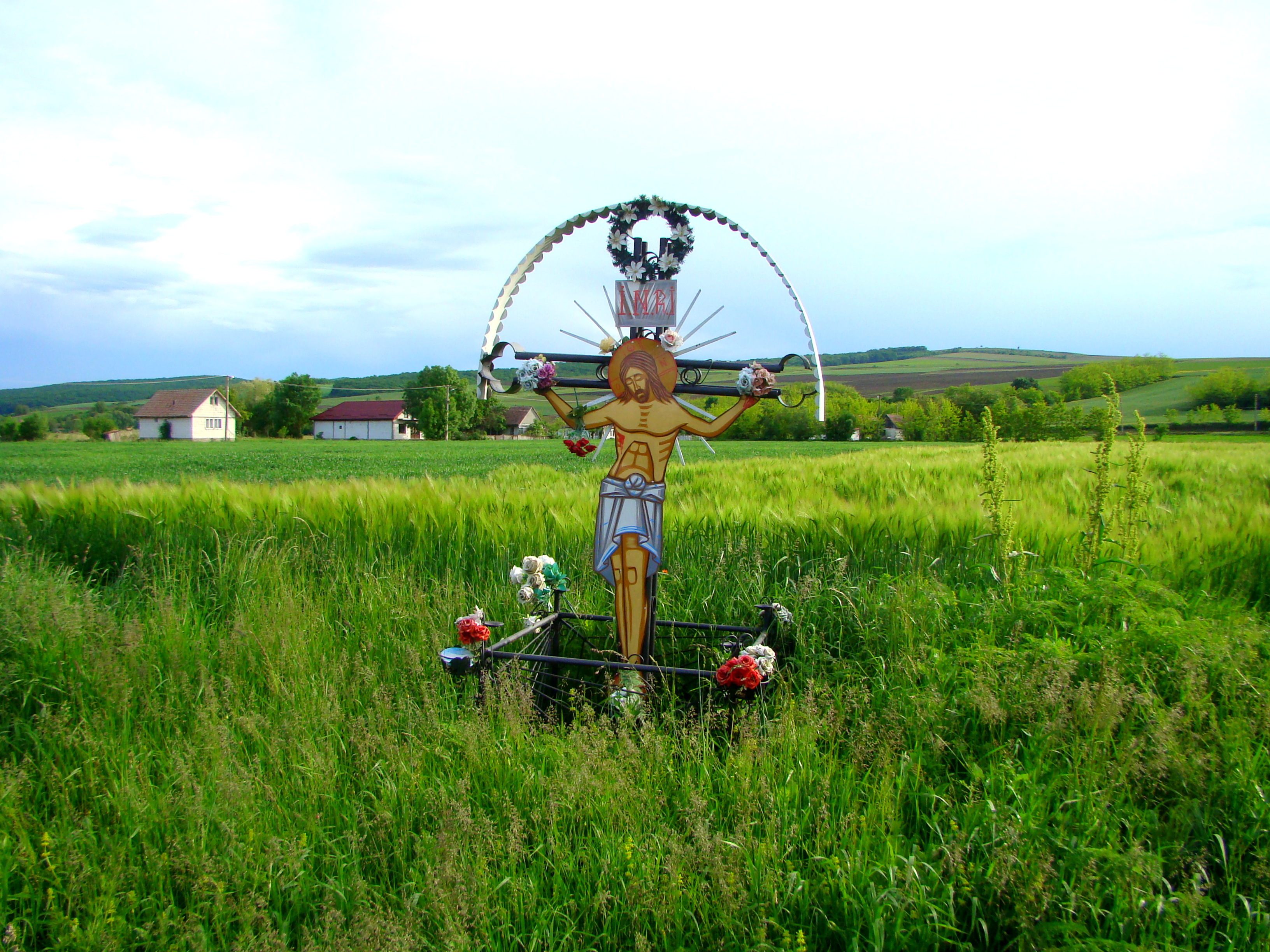
Troița
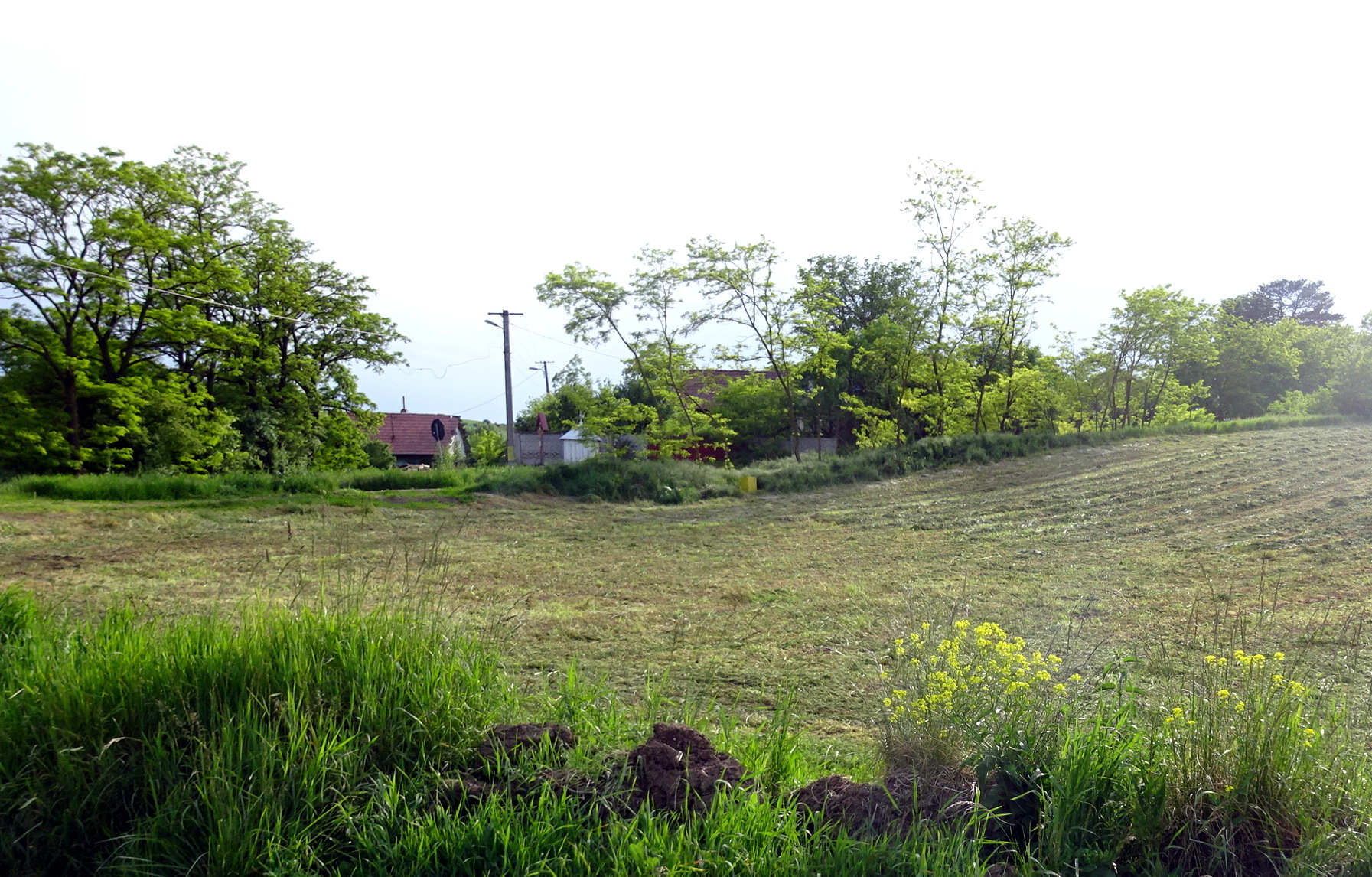
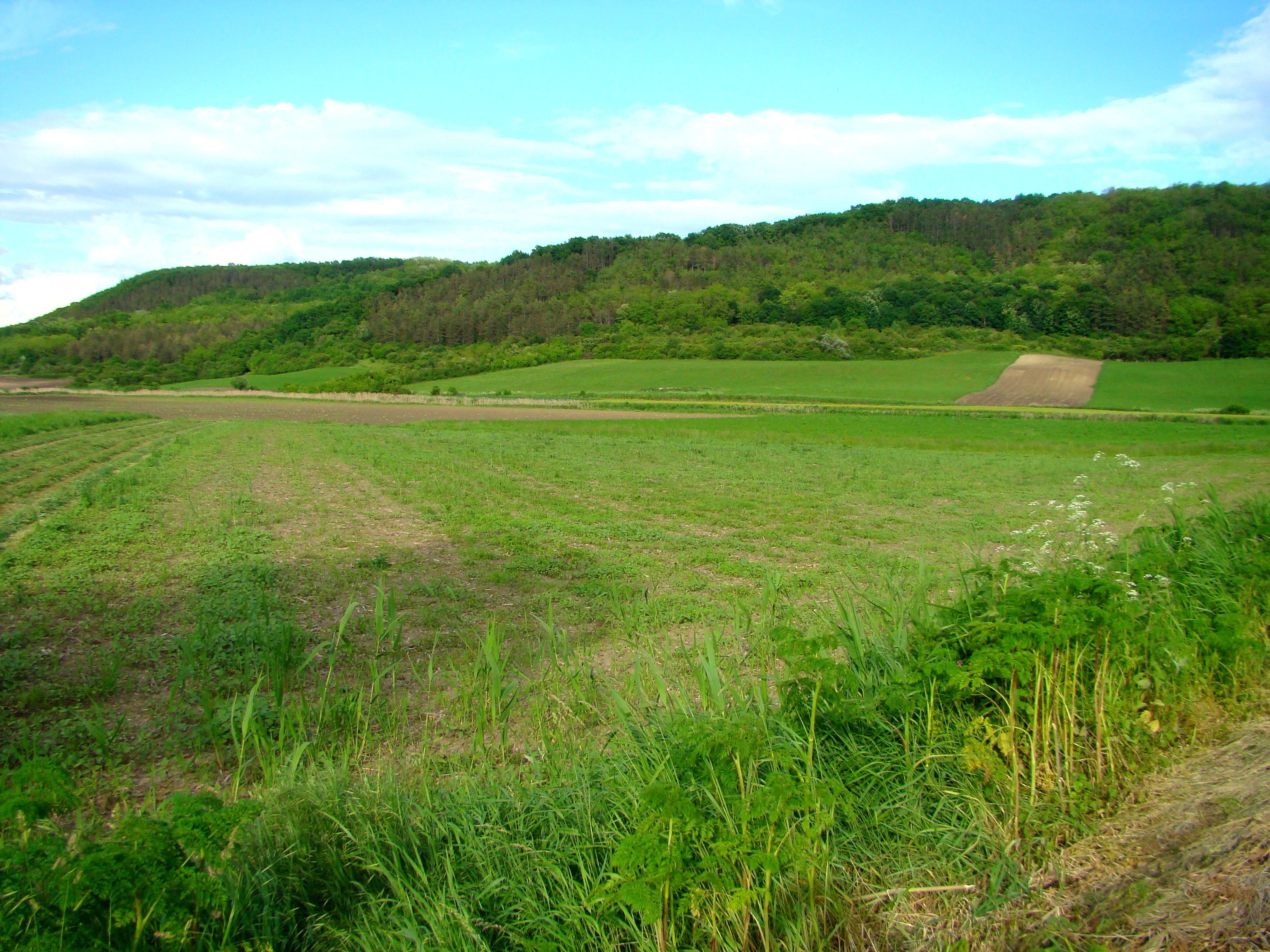
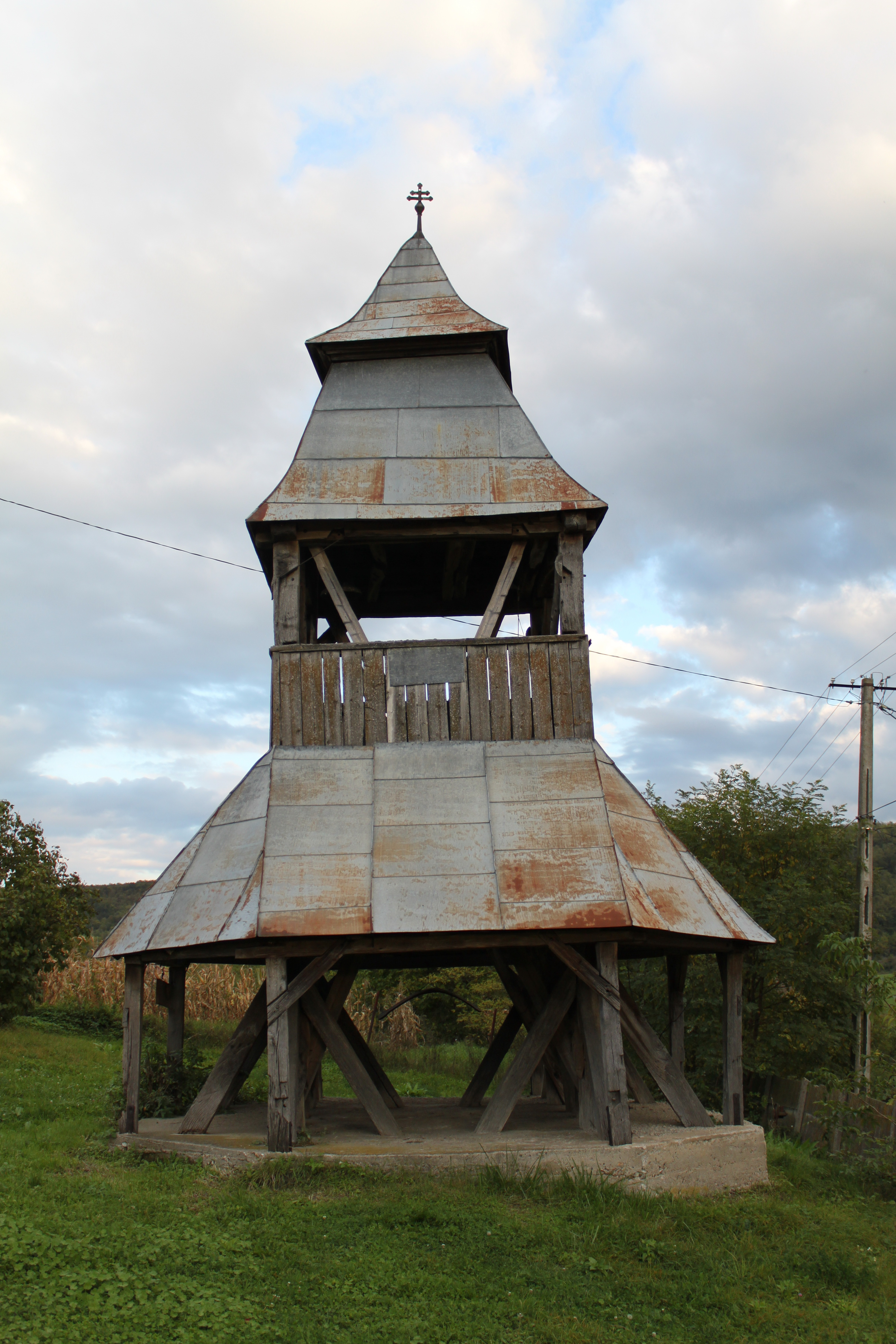
Clopotniţa fostei biserici de lemn din Nandra
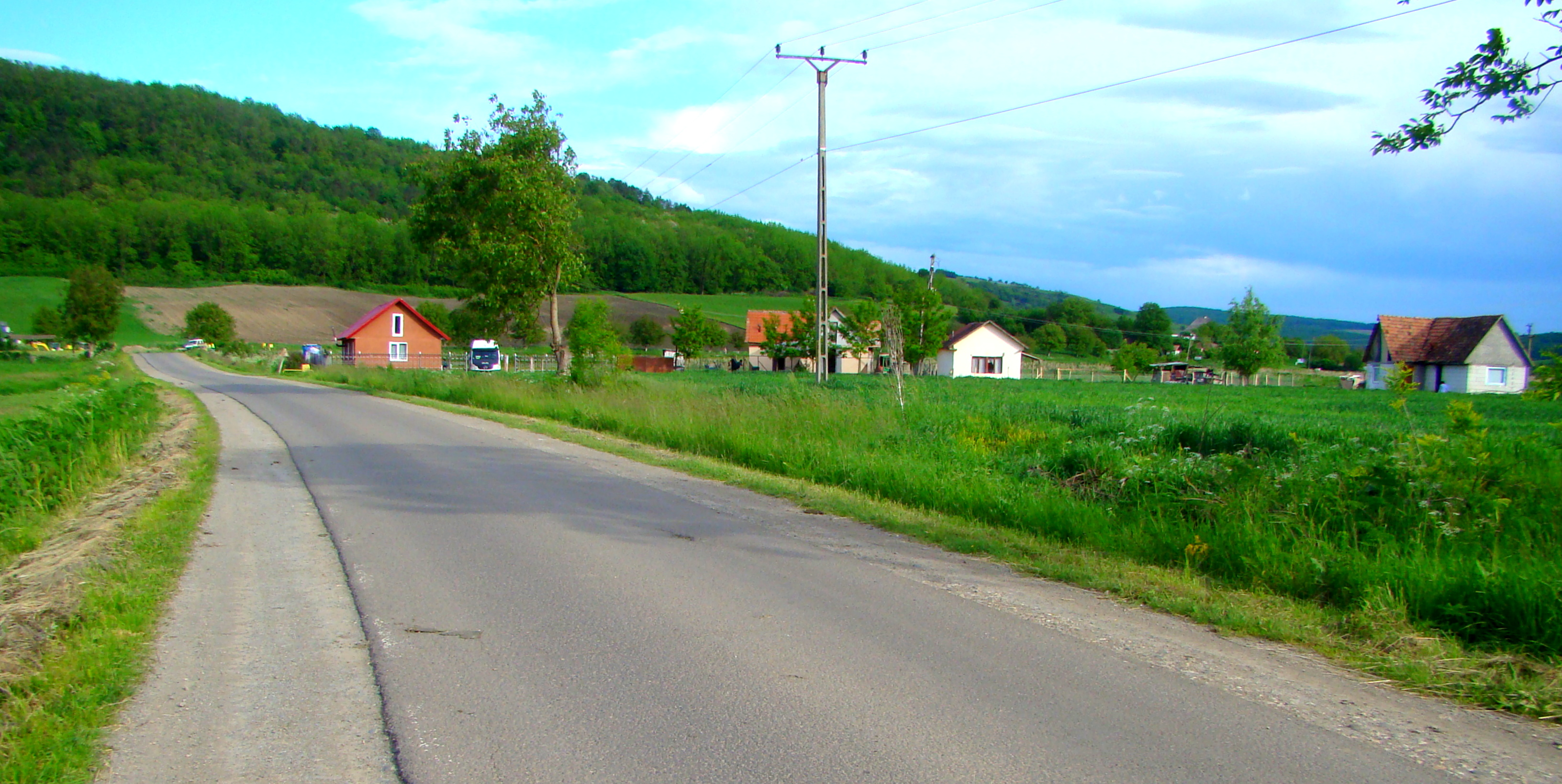